# Telmo Rodriguez
Telmo Rodriguez ist ein bekannter spanischer Winzer. Er gilt als „einer der profiliertesten Winzer Spaniens“ und wird als „berühmter Weinmacher“ bezeichnet.
Rodriguez hat in Bordeaux, Frankreich, Weinbau studiert. Da er nicht mit einem Vater zusammenarbeiten wollte, übernahm er nach dem Studium nicht das heimische Gut in der Region Rioja, sondern sondierte in ganz Spanien, wo man „vergessene Weintraditionen zu neuem Leben erwecken kann“. Im Jahr 1994 begann er gemeinsam mit zwei anderen Winzern Wein zu produzieren, zunächst unter dem Firmennamen „Compañía de Vinos de La Granja“.
Rodriguez produziert in insgesamt neun verschiedenen Regionen in Spanien Wein, nämlich in (Stand Mitte 2014): Rioja, Ribera del Duero, Toro, Valdeorras, Cigales, Rueda, Cebreros, Alicante und Málaga.
Einer seiner bekanntesten Weine ist der Weißwein Cuveé Basa, der überwiegend (85 %) aus der Verdejo-Traube besteht.